# Corvol-d'Embernard
Corvol-d'Embernard is een gemeente in het Franse departement Nièvre (regio Bourgogne-Franche-Comté) en telt 104 inwoners (2009). De plaats maakt deel uit van het arrondissement Clamecy.

## Geografie
De oppervlakte van Corvol-d'Embernard bedraagt 10,1 km², de bevolkingsdichtheid is 10,5 inwoners per km².
De onderstaande kaart toont de ligging van Corvol-d'Embernard met de belangrijkste infrastructuur en aangrenzende gemeenten.

## Demografie
Onderstaande figuur toont het verloop van het inwonertal (bron: INSEE-tellingen).